# Neuhof (Pegnitz)
Neuhof ist ein Gemeindeteil der Stadt Pegnitz im Landkreis Bayreuth (Oberfranken, Bayern). Neuhof liegt in der Gemarkung Penzenreuth.

## Geografie
Das Dorf liegt auf einer flachhügeligen Ebene und ist allseits von Acker- und Grünland umgeben. Die Staatsstraße 2403 führt nach Pegnitz zur Staatsstraße 2162 (2,4 km westlich) bzw. nach Troschenreuth (1,3 km nordöstlich). Die Kreisstraße BT 25 führt nach Lobensteig (1,7 km südlich). Eine Gemeindeverbindungsstraße führt nach Zips (1,9 km nördlich).

## Geschichte
Neuhof unterstand bis 1780 dem brandenburg-bayreuthischen Oberamt Pegnitz, danach für kurze Zeit dem Oberamt Creußen. Von 1791/92 bis 1810 waren das preußische Justiz- und Kammeramt Pegnitz die übergeordneten Institutionen. Danach kam die gesamte Region an das Königreich Bayern.
Mit dem Gemeindeedikt (frühes 19. Jahrhundert) wurde Neuhof der Ruralgemeinde Penzenreuth zugewiesen. Im Rahmen der Gebietsreform in Bayern wurde Neuhof am 1. Juli 1972 in die Stadt Pegnitz eingegliedert.